# Comuna Oleșiv, Tlumaci
Oleșiv (în ucraineană Олешів) este o comună în raionul Tlumaci, regiunea Ivano-Frankivsk, Ucraina, formată din satele Antonivka, Bukivna și Oleșiv (reședința).

## Demografie
Componența lingvistică a comunei Oleșiv
     Ucraineană (99,92%)
     Alte limbi (0,08%)
Conform recensământului din 2001, majoritatea populației comunei Oleșiv era vorbitoare de ucraineană (99,92%), existând în minoritate și vorbitori de alte limbi.